# Allocranaus
Genre
Allocranaus est un genre d'opilions laniatores de la famille des Cranaidae.

## Distribution
Les espèces de ce genre se rencontrent en Colombie et en Équateur.

## Liste des espèces
Selon World Catalogue of Opiliones (12/08/2021) :
- Allocranaus columbianus Roewer, 1915
- Allocranaus luteimarginatus (Roewer, 1917)

## Publication originale
- Roewer, 1915 : « 106 neue Opilioniden. » Archiv für Naturgeschichte, vol. 81, no 3, p. 1–152 (texte intégral).